# الدعاية النازية والمملكة المتحدة

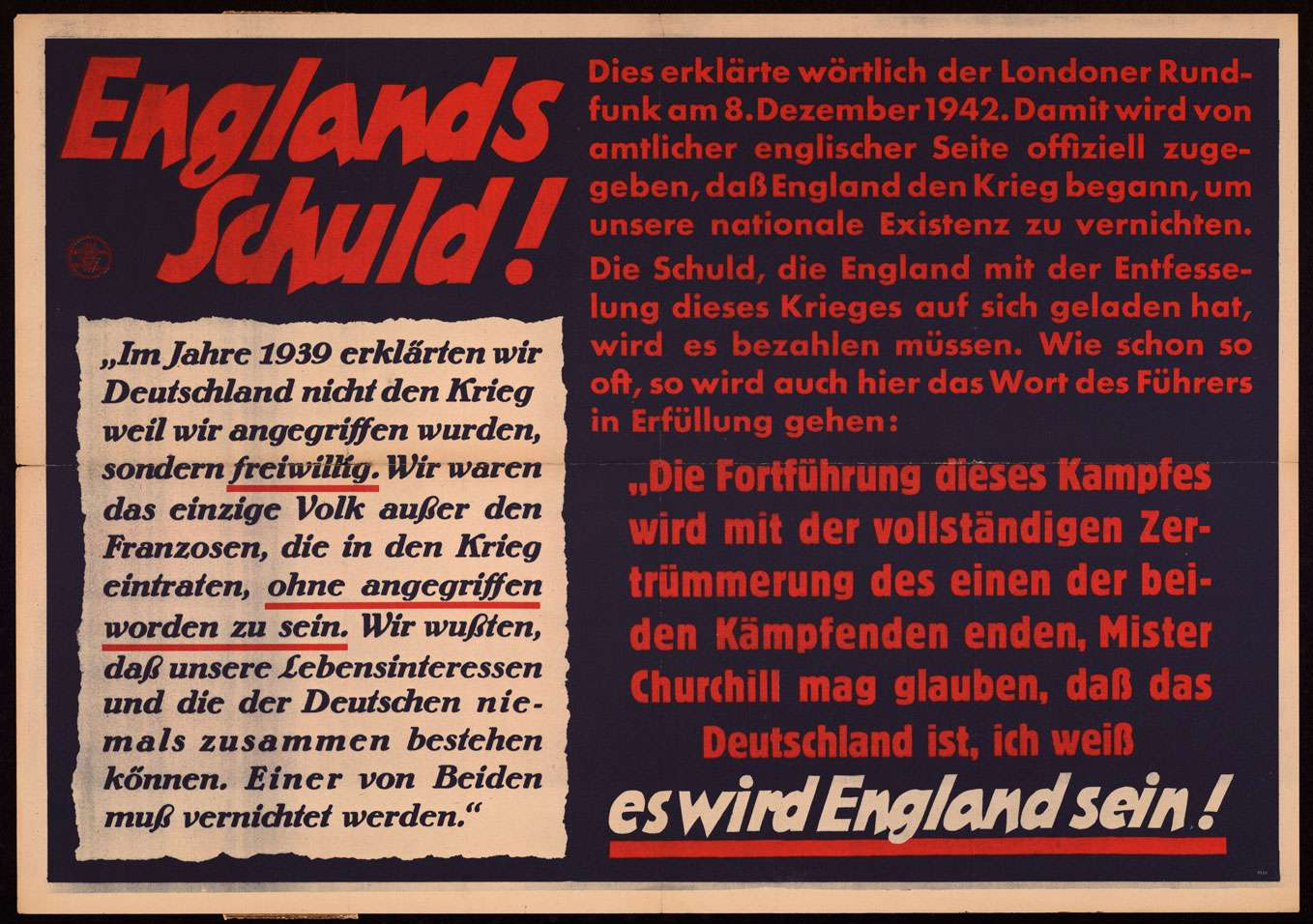
"ذنب إنجلترا!" طبعة ديسمبر 1942 من صحيفة الحائط Parole der Woche ، إلقاء اللوم على المملكة المتحدة في الحرب!

تغير موقف الدعاية النازية تجاه المملكة المتحدة ورعاياها عبر الزمن. قبل عام 1938، عندما حاول هتلر التودد إلى بريطانيا ليجرها إلى تحالف، أشادت دعايته بالبريطانيين بصفتهم إمبرياليين آريين حاذقين. لاحقًا، بعدما أدرك النازيون أنهم سيضطرون إلى محاربة المملكة المتحدة، ذمت دعايتهم البريطانيين باعتبارهم بلوتوقراطيين مستبدّين وكارهين للألمان. خلال الحرب، اتهمت «ألبيون الغادر» بجرائم حرب، وسعت بخاصة إلى بث الفرقة بين بريطانيا وفرنسا.

## تاريخها

### ما قبل الحرب
في البدء، كان هدف السياسة النازية الخارجية إقامة تحالف إنجليزي ألماني، لذا قبل عام 1938، مالت الدعاية النازية إلى تمجيد المؤسسات البريطانية، وقبل كل شيء الإمبراطورية البريطانية. حتى رغم اعتبارها إلى جانب فرنسا «ديمقراطيات بالية»، لكن يوزف غوبلز بدأ بالتودد إليهما.
تجسد الإعجاب النازي بالمملكة البريطانية في سلسلة طويلة من المقالات في مختلِف الصحف الألمانية طوال منتصف ثلاثينيات القرن الماضي تمتدح جوانب مختلفة من التاريخ الإمبراطوري البريطاني، مع تلميح واضح إلى وجود تشابهات إيجابية يمكن رسمها بين بناء الإمبراطورية البريطاني في الماضي وبناء الإمبراطورية الألماني في المستقبل. يمكن قياس التقدير الذي حظيت به الإمبراطورية البريطانية عبر حقيقة أن الإعجاب المسرف الذي أُغدق على إمبراطورية بريطانيا لم تضاهه تغطية مماثلة لبقية الإمبراطوريات لا في الماضي ولا الحاضر. واحد من الأمثلة على هذه التغطية كان مقالًا طويلًا في صحيفة بيرلينر إلوستريرت زايتونغ في عام 1936 يُشيد بالبريطانيين لحلّهم أزمة فشودة في عام 1898 «بوحشية» لصالحهم دون أي اعتبار للتفصيلات الدبلوماسية. يشمل مثال آخر على الأنجلوفيلية النازية سلسلة من السير الذاتية والروايات التاريخية المروّج لها على نطاق واسع والتي تُحيي ذكرى العديد من الشخصيات الآرية البارزة من التاريخ البريطاني مثل كرومويل ومارلبورو ونيلسون ورودس وويلينغتون ورالي.
قُدم موضوع خاص للثناء على «عنف» البريطانيين في بناء إمبراطوريتهم والدفاع عنها، ما اعتُبر نموذجًا يحتذي به الألمان. والأهم من ذلك كله، فقد أُعجبوا بالبريطانيين باعتبارهم شعبًا «آريًا» أخضع «بعنفه» التقليدي الملايين من بُنيي البشرة وسودها، واعتُبر الحكم البريطاني في الهند نموذجًا كان الألمان ليقتدوا به في حكمهم روسيا.
ربما العامل الأكثر أهمية في قياس المشاعر الموالية لبريطانيا في السنوات الأولى للنظام النازي هو الأهمية التي مُنحت للإنغلاندكوند (الدراسات الإنجليزية) ضمن المدارس الألمانية والثناء المسرف الذي بُذل لمنظمات الشباب البريطاني باعتبارها قدوة ضمن منظمة شباب هتلر.

### تغير الموقف
حتى نوفمبر من عام 1938، صُور الإنجليز على أنهم شعب آري، لكن في ما بعد، شُجبوا باعتبارهم «يهودَ الشعوب الآرية» وبلوتوقراطيين يحاربون من أجل المال. عُدل ذلك في بعض الأوقات بالإشارة إلى أن الطبقة الحاكمة وحدها كانت المشكلة. أدانها غوبلز لوضعها حُكم العالم بين أيدي بضعة مئات من العائلات دون أي مبرر أخلاقي، وهي عبارة أُخذت مباشرة من الجبهة الشعبية الفرنسية على الرغم من معارضة النازية للشيوعية.
كان تغيُر النبرة نتيجة لتغيُر نظرة هتلر إلى بريطانيا من حليف مُحتمل إلى عدو يجب تدميره. تزايدت هذه النبرة مع استمرار مقاومة بريطانيا. لم تُظهر أفلام مثل ثعلب غلينارفون وحياتي فداءً لأيرلندا قوالب نمطية صريحة كأفلام لاحقة مثل أوم كروغر وكارل بيترز.
أحدثَ الرفض المباشر – وغير المصرح به – لشروط السلام في خطاب هتلر خاصة 19 يوليو 1940 من قِبل سيفتون ديلمر على البي بي سي أثرًا عظيمًا على ألمانيا؛ إذ اعتقد غوبلز أن عليه إظهار الإلهام الحكومي، ووُجهت الصحافة الألمانية إلى مهاجمة الرفض.

## موضوعات كبرى

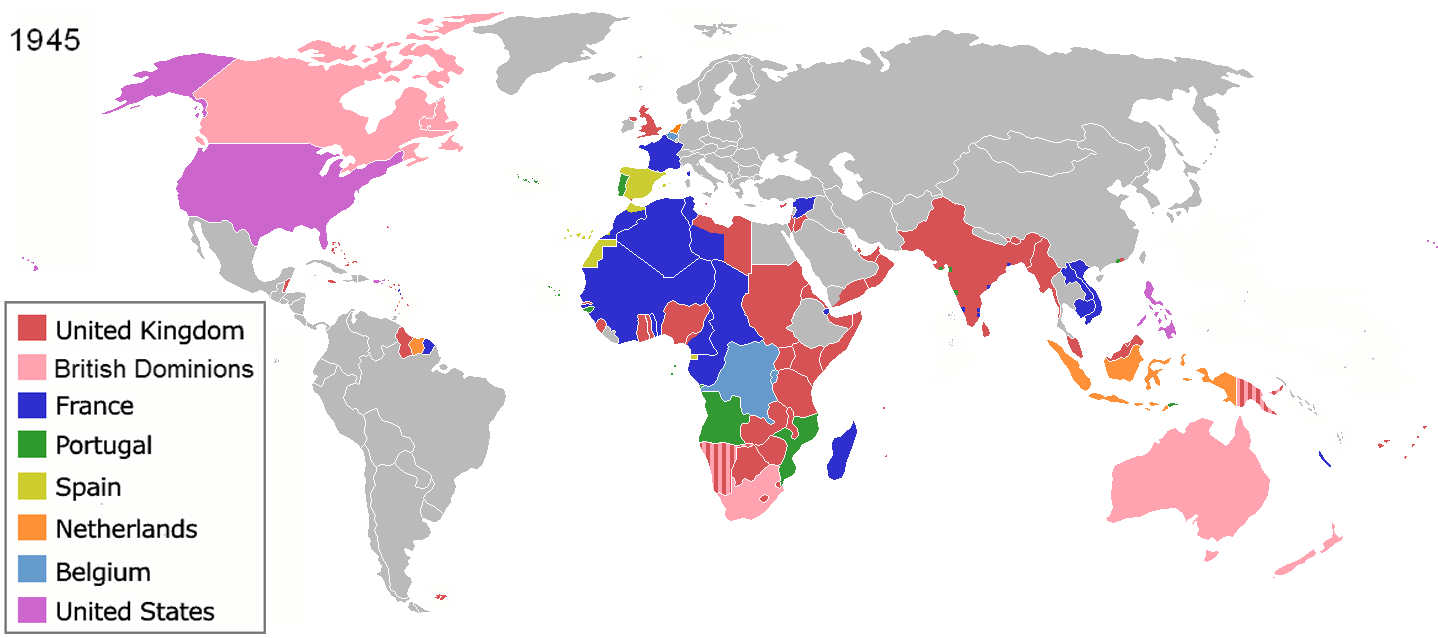
تمثل الألوان مستعمرات الدول المختلفة في عام 1945، والحدود الاستعمارية في ذلك الوقت.

### الإمبريالية البريطانية
واحد من الموضوعات الكبرى لحملة الدعاية المناهضة للبريطانيين في نهاية عام 1938 كان انتهاكات بريطانية مزعومة لحقوق الإنسان، بدايتها في الهند، وأيضًا عند التعامل مع الانتفاضة العربية في إبان الانتداب البريطاني على فلسطين. استخُدم ذلك لإظهار «نفاق» الانتقاد البريطاني لتعامل ألمانيا مع الأقلية اليهودية فيها. أُلقيت بطاقات بريدية فوق مصر تُظهر جنديًا بريطانيًا يتدلى عربٌ من حربته. استهزأت صحيفة بارول دير ووش الجدارية الأسبوعية بوصف روزفلت للبريطانيين على أنهم مدافعون عن الحرية، مظهرة تعذيب الهنود وواصفة فظائع أخرى. سرد كتاب سجائر العديد من الفظائع الاستعمارية.
في أفلام مثل ثعلب غلينارفون وحياتي فداءً لأيرلندا، يُصورون على أنهم مضهدون وحشيون للأيرلنديين. (بث فيلم حياتي فداءً لأيرلندا في الحقيقة مخاوف بين الألمانيين من تحريض البولنديين على الثورة). نشر «المذياع الإسكتلندي» دعاية مثل هذه في اسكتلندا وأيرلندا حول الفظائع الإنجليزية في تلك البلدان، واستخدام الجيشين الاسكلتندي والأيرلندي لخوض معارك إنجلترا.
صوّرهم فيلم أوم كروغر مضطهدين للبوير. صور هذا الفيلم البريطانيين على أنهم يسعون وراء الذهب، وهو رمز الخشونة والشر، على عكس البوير الذين كانوا يزرعون المحاصيل ويربون الماشية، ودُعم ذلك عبر إظهار البريطانيين شهوانيّين، وجلبهم ابن البطل ليخضع لكروغر بعد أن اغتُصبت زوجته مباشرة. بينما قُدمت الملكة فيكتوريا حيزبونًا مدمنة على الويسكي، قُدم كروغر قائدًا ملهمًا.
الرأسمالية البريطانية
كان الفرق بين «البلوتوقراطية» البريطانية وألمانيا النازية موضوعًا رئيسًا آخر. غالبًا ما كانت الصحف والنشرات الإخبارية الألمانية تصور صورًا ولقطات للعاطلين عن العمل والأحياء الفقيرة مع تعليقات غير سارة حول الفروقات في معايير معيشة الطبقة العاملة في ألمانية النازية ونظيرتها خاصة الطبقة العاملة في ظل «البلوتوقراطية» الإنجليزية. صُورت ألمانيا على أنها شتات ألماني (مجتمع شعبي) جماعي مثالي يضع «المصلحة الاقتصادية العامة قبل المصلحة الفردية»، ما كان متناقضًا مع (رأسمالية مانشستر) الوحشية المفترضة والمجتمع الفرداني لبريطانيا حيث زُعم أن الغني كان يحظى بكل ما يشتهي بينما الفقير يموت جوعًا. كانت الهجمات المناهضة للرأسمالية على بريطانيا ناجحة إلى درجة أن تقارير وصلت إلى الحزب الديمقراطي الاجتماعي الألماني المُغترب من قلب ألمانيا قالت إن النازيين قد حققوا مكاسب كبيرة مع أولئك العمال الألمان الذين صوتوا للحزب الديمقراطي الاجتماعي الألماني وللحزب الشيوعي الألماني خلال جمهورية فايمار. أكدت الدعاية الألمانية على أن بريطانيا قد بدأت الحرب العالمية الثانية لمنع الثورة الاجتماعية الألمانية من حث شعبها على التبرّم. صُوّر إعلان الحرب البريطاني على ألمانيا في عام 1939 على أنه محاولة لإنهاء نازية ألمانيا، التي حافظت على حالة رفاهية حديثة وسخية كانت ترى أفقر الألمان لئلا يبدأ العمال البريطانيون الذين يعيشون في ظل رأسمالية مانشستر بالمطالبة بنفس النوع من حالة الرفاهية لأنفسهم.